# Tridimita
La tridimita és un mineral de la classe dels  òxids, polimorf del quars, la stishovita, la coesita i la cristobalita. Se sol trobar en cavitats en roques volcàniques. Sovint es troba com a constituent d'algunes varietats d'òpal formats en roques sedimentàries marines.
Anomenat com a tridimita per la paraula grega Tridymos que significa triplet, en al·lusió a les típiques macles triples que forma el mineral. La seva localitat tipus és al Cerro San Cristóbal a Pachuca, Hidalgo, Mèxic, lloc on va ser descobert l'any 1877. Als territoris de parla catalana ha estat descrita al volcà de la Crosa de Sant Dalmai, a Bescanó (Gironès).

## Estructura

Estructura de la α-tridimita

Estructura de la β-tridimita

La tridimita es pot trobar en diferents formes cristal·lines. Les dues més freqüents són l'alfa (α) i la beta (β). La primera es forma a temperatures superiors als 870 graus centígrads i es converteix a la segona per sobre dels 1470 graus centígrads.
| Nom    | Simetria   | Grup espacial | T (°C)  |
| ------ | ---------- | ------------- | ------- |
| HP (β) | Hexagonal  | P6₃/mmc       | 460     |
| LHP    | Hexagonal  | P6₃22         | 400     |
| OC (α) | Ortoròmbic | C2221         | 220     |
| OS     | Ortoròmbic |               | 100–200 |
| OP     | Ortoròmbic | P212121       | 155     |
| MC     | Monoclínic | Cc            | 22      |
| MX     | Monoclínic | C1            | 22      |